# Dębno
Dębno je město v Polsku v Západopomořanském vojvodství v okrese Myślibórz, sídlo stejnojmenné městsko-vesnické gminy. Město je známé pořádáním nejstaršího maratonu v Polsku (od roku 1969), nedaleko se nachází ropné naleziště. V roce 2023 zde žilo 12 159 obyvatel.

## Partnerská města
- Grodzisk Wielkopolski, Polsko (2022)
- Nowy Tomyśl, Polsko (2010)
- Postomino, Polsko (2022)
- Renkum, Nizozemsko (1990)
- Strausberg, Německo (1978)
- Terezín, Česká republika (2003)
- Tczew, Polsko (2000)